# Marina Kälin
Marina Kälin (28 luglio 2003) è una fondista svizzera.

## Biografia
Sorella di Nadja, a sua volta fondista, e attiva dal novembre del 2019, Marina Kälin ai Mondiali juniores di Whistler 2023 ha vinto la medaglia di bronzo nella 10 km; ha esordito in Coppa del Mondo il 20 gennaio 2024 a Oberhof in una 30 km (37ª) e ai Campionati mondiali a Trondheim 2025, dove si è classificata 23ª nella 10 km, 39ª nella sprint, 33ª nello skiathlon e 5ª nella staffetta. Non ha preso parte a rassegne olimpiche.

## Palmarès

### Mondiali juniores
- 1 medaglia:
  - 1 bronzo (10 km a Whistler 2023)

### Coppa del Mondo
- Miglior piazzamento in classifica generale: 73ª nel 2024 e nel 2025